# Frida Appelgren
Frida Erika Appelgren, tidigare gift Muranius, född 5 april 1981 i Malmö, är en svensk artist som fick en hit med låten Dunka mig gul och blå i mitten av 2007.
Tillsammans med Headline deltog hon i Melodifestivalen 2008 med bidraget Upp o hoppa. Låten gick till final i Globen den 15 mars 2008 där den slutade på tionde och sista plats.

## Diskografi
- 2007 – Dunka mig gul och blå
- 2008 – Upp och hoppa
- 2014 – Hit and Run[5]
- 2018 – Semester (med Tony Ejremar, Brinkenstjärna & Alphaman)
- Gasen i botten (rapp. Mange; Magnus Rytterstam)
- Hoppa upp